# Kullen och Dyrtorp
Kullen och Dyrtorp var en av SCB avgränsad och namnsatt småort i Stenungsunds kommun i landskapet Bohuslän. Småorten omfattade bebyggelsen i de två sammanvuxna byarna Kullen och Dyrtorp i Norums och Spekeröds socknar belägna vid Hakefjorden. Området räknas sedan 2015 som en del av tätorten Stenungsund.